# Onšov (district de Pelhřimov)
Pour les articles homonymes, voir Onšov.
Onšov (en allemand : Wonschow) est une commune du district de Pelhřimov, dans la région de Vysočina, en République tchèque. Sa population s'élevait à 241 habitants en 2024.

## Géographie
Onšov se trouve à 17,5 km au nord-nord-ouest de Pelhřimov, à 38,5 km au nord-ouest de Jihlava à 76,5 km au sud-est de Prague.
La commune est limitée par Studený au nord, par Dunice au nord-est, par Syrov à l'est, par Křelovice et Košetice au sud, et par Martinice u Onšova à l'ouest.

## Histoire
La première mention écrite de la localité date de 1252.

## Administration
La commune se compose de trois sections :
- Chlovy
- Onšov
- Těškovice

## Transports
Par la route, Onšov se trouve à 21,5 km de Pelhřimov, à 52,5 km de Jihlava à 89 km de Prague.